# Базаркенд
Базаркенд (азерб. Bazarkənd) — село у Кельбаджарському районі Азербайджану. Село розташоване за 37 км на північний захід від Степанакерта, за 52 км на південний захід від Мартакерта та за 7 км на північний захід від траси «Північ-Південь».